# Luise von Bodelschwingh
Luise von Bodelschwingh, geborene von Ledebur (* 1868 auf Schloss Crollage im Kreis Minden-Lübbecke; † 1956) arbeitete an der Seite ihres Mannes Wilhelm von Bodelschwingh und nach dessen Tod in den v. Bodelschwinghschen Stiftungen Bethel mit.

## Biografie

### Familie
Luise war die Tochter von Friedrich August Justus Albrecht von Ledebur und Elisabeth Wilhelmine Amolie Caroline Marie von Ledebur, geborene Freiin von der Recke-Obernfelde und hatte elf Geschwister, darunter Julia, Bertha, Else, Adelheid, Agnes, Helmine, Marie, Carl, Wilhelm und Albrecht von Ledebur. 1876 starb ihre Mutter am Kindbettfieber.

### Ausbildung, Beruf und Heirat
Bodelschwingh studierte Malerei, wobei das Kopieren ihre Stärke war. 1897 heiratete sie Wilhelm von Bodelschwingh, den Sohn von Friedrich von Bodelschwingh dem Älteren und seiner Ehefrau Ida von Bodelschwingh, geborene von Bodelschwingh, den sie bei Ausmalarbeiten in Bethel kennen gelernt hatte. Friedrich von Bodelschwingh, in dessen Nachfolge Wilhelm Vorsteher des Betheler Diakonissen-Mutterhauses Sarepta wurde, war auch bekannt als „Vater Bodelschwingh“, da er, als Leiter der Anstalt Bethel, diese zur größten Einrichtung der Inneren Mission ausbaute. Wilhelms Aufgabe als Anstaltsleiter war es, die mehr als 1000 Diakonissen, die in ganz Deutschland und auch in anderen Teilen Europas meist in Krankenhäusern eingesetzt waren, zu besuchen, sie zu beraten und seelsorgerisch zu betreuen. Dazu waren lange Eisenbahnreisen nötig, sodass viele der normalerweise mündlichen Gespräche zwischen Eheleuten sich im Briefverkehr wiederfinden.
Das Ehepaar hatte vier Kinder, von denen die älteste Tochter Elisabeth im Alter von 12 Jahren starb. Von den weiteren Kindern Friedrich, Ernst und Margarete wurde Friedrich ebenfalls Pfarrer und übernahm 1946 die Leitung Bethels. Dies geschah, nachdem sein Onkel Friedrich von Bodelschwingh der Jüngere, der Bruder Wilhelms, kinderlos gestorben war. Er hatte die Bethelschen Anstalten zur Zeit des Nationalsozialismus geführt und war 1933 zum ersten Reichsbischof ausgerufen worden, trat allerdings auf Wirken der Nationalsozialisten bereits nach einem Monat zurück.
Luise von Bodelschwingh lebte und arbeitete, nachdem ihr Mann 1921 starb, weiter in Bethel. Besonders in den Kriegsjahren engagierte sie sich mit Kranken- und Pflegeeinrichtungen.